# Maurice Pasternak
Maurice Pasternak (né à Bruxelles en 1946) est un peintre, graveur et dessinateur belge.
Son travail de gravure est essentiellement développé autour de la technique de la manière noire,. Il développe aussi un travail en dessin, avec les techniques du pastel, cire et pigments, et graphite,,.
Les relations humaines sont au centre de son travail.

## Parcours
Dans l’œuvre gravée à partir des années 1970, s’élabore peu à peu un langage particulier : la manière noire (mezzotinte) et en couleurs. Cette technique est un outil d’expérimentation pour une recherche obsessionnelle autour des relations humaines.
Jusque dans les années 2010, son travail consiste essentiellement en gravures et pastels.
La question de l’espace, intimement liée à la présence humaine, est soumise à l’utilisation particulière de la perspective : objective et subjective, et de différentes sources de lumière.
La technique du graphite lui a permis d’articuler différents thèmes au travers de factures changeantes, allant de la précision photographique au flou à la limite du lisible,.
Son œuvre manifeste une intemporalité du propos, et est profondément empreinte de son questionnement existentiel.

## Enseignement
Maurice Pasternak a étudié la gravure à La Cambre (Bruxelles).
Parallèlement à son travail artistique, il a enseigné le dessin et la gravure à La Cambre pendant de nombreuses années. Il a également été invité à diriger des masterclass en Chine, au Japon, à Taïwan, au Canada, ainsi qu’en Palestine. Il a été sollicité pour participer à de nombreux jurys de Biennales Internationales,.

## Collections
- Cabinet des Estampes de Bruxelles et de Liège.
- Collections de l’État belge.
- Banque nationale de Belgique.
- Centre de la Gravure et de l'Image Imprimé de la Fédération Wallonie-Bruxelles], à La Louvière, Belgique[11]
- Musée de Cracovie ; musée national de Majdanek, Pologne.
- Musée d'Art contemporain de Taipei, Taïwan.
- Musée d’Art Moderne de Stockholm, Suède.
- Musée de la Gravure, Allemagne.
- The New Orleans Museum of Art, États-Unis.
- Warnock Fine Arts, Canada[12]
- Museum and collection from University of Alberta, Edmonton, Canada.
- Yamanashi Prefectural Museum of Art, Japon.